# کتابدار کنگره
کتابدار کنگره (انگلیسی: Librarian of Congress) رئیس کتابخانه کنگره آمریکاست که با مشاوره و رضایت مجلس سنای ایالات متحده آمریکا و به دست رئیس‌جمهور ایالات متحده آمریکا برای یک دوره ده‌ساله تعیین می‌شود. کتابدار کنگره، ملک‌الشعرای مشاور کتابخانه کنگره در امر شعر را تعیین کرده و جایزه گرشوین برای آهنگ مردمی را اهداء می‌کند.
کتابدار کنگره مسئولیت‌های گسترده‌ای در قبال حق تکثیر، گسترش منابع الکترونیکی و مقررات استفاده منصفانه مندرج در قانون کپی‌رایت هزاره دیجیتال دارد. در ۱۳ ژوئیه ۲۰۱۶، سنای آمریکا کارلا هایدن را به عنوان کتابدار کنگره معرفی کرد که با ۷۴ رأی موافق در برابر ۱۸ رأی مخالف، انتخاب و در ۱۴ سپتامبر ۲۰۱۶ توسط رئیس‌جمهور، منصوب شد.